# Ampelocissus ochracea
Ampelocissus ochracea — вид квіткових рослин з родини виноградових (Vitaceae). Ареал охоплює такі країни: Борнео, Філіппіни (Басілан, Мінданао, Куліон), Нова Гвінея (Чендравасіх (півострів)). Це витка рослина, яка росте переважно у вологому тропічному біомі.